# Podoszinovec
Podoszinovec (oroszul: Подосиновец) városi jellegű település Oroszország Kirovi területén, a Podoszinoveci járás székhelye.
Lakossága: 4029 fő (a 2010. évi népszámláláskor).

## Fekvése
A Kirovi terület északnyugati részén, a Jug (az Északi-Dvina egyik forrásága) jobb partján, a Pusma torkolata mellett helyezkedik el. A legközelebbi város az 50 km-re északra fekvő Luza.
A legközelebbi vasútállomás 15 km-re, Gyemjanovóban van, a Kirov–Kotlasz vasútvonalból leágazó 32 km-es szárnyvonal végpontján.

## Története
Első említése 1626-ból való, de korábban, valószínűleg a 16. század második felében keletkezett. Egy jóval korábbi Oszinovec nevű erődről vagy településről nevezték el („pod Oszinovec”, vagyis 'Oszinovec alatt'). A Jug partján a 19. században létesített kikötője fontos vízi szállítási útvonal mentén feküdt, de a Kirov–Kotlasz vasútvonal megnyitásával (1899) hamarosan elvesztette jelentőségét.
1924-ben lett először járási székhely. Elhelyezkedése, határhelyzete folytán a terület 1918-ig a Vologdai kormányzóság része volt, de azután hol az Északi-Dvinai kormányzósághoz, hol az Északi körzethez, hol pedig az Arhangelszki területhez tartozott. Végül 1941 márciusában a járást a Kirovi területhez csatolták, de 1963-ban megszüntették, majd két évvel később csökkentett területtel újból létrehozták. 1965-ben falu helyett városi jellegű település kategóriába sorolták.